# Салливан, Джейк
Джейкоб Джеремайя Салливан (англ. Jacob Jeremiah Sullivan; род. 28 ноября 1976, Берлингтон) — американский государственный деятель, советник по национальной безопасности вице-президента США в 2013—2014 годах, советник президента США по национальной безопасности с 2021 по 2025 год в администрации Джо Байдена.

## Биография
Родился в Берлингтоне, штат Вермонт. Отец Салливана был журналистом, а мать — социальным педагогом. Второй из пятерых детей в семье, окончил среднюю школу в Миннеаполисе. В 1998 году окончил Йельский университет. Получив стипендию Родса, продолжил образование в Оксфордском университете, затем вернулся в США и окончил школу права Йельского университета в 2003 году.
Занимался адвокатской практикой в фирме Faegre & Benson, являлся советником сенатора США от Миннесоты Эми Клобушар. В ходе президентской кампании 2008 года состоял в команде Хиллари Клинтон, в январе 2009 года был назначен заместителем главы аппарата Клинтон как государственного секретаря США в администрации Барака Обамы. 26 февраля 2013 года назначен советником вице-президента Джо Байдена по национальной безопасности.
В 2014 году оставил государственную службу и начал преподавать в Йельской школе права.
23 ноября 2020 года Джо Байден огласил список своих кандидатов на ключевые должности в своей будущей администрации, назвав Джейка Салливана претендентом на должность советника по национальной безопасности.

## Личная жизнь
Женат на Мэгги Гудлэндер (Maggie Goodlander), супруги живут в Портсмуте, Нью-Гэмпшир.

## Награды

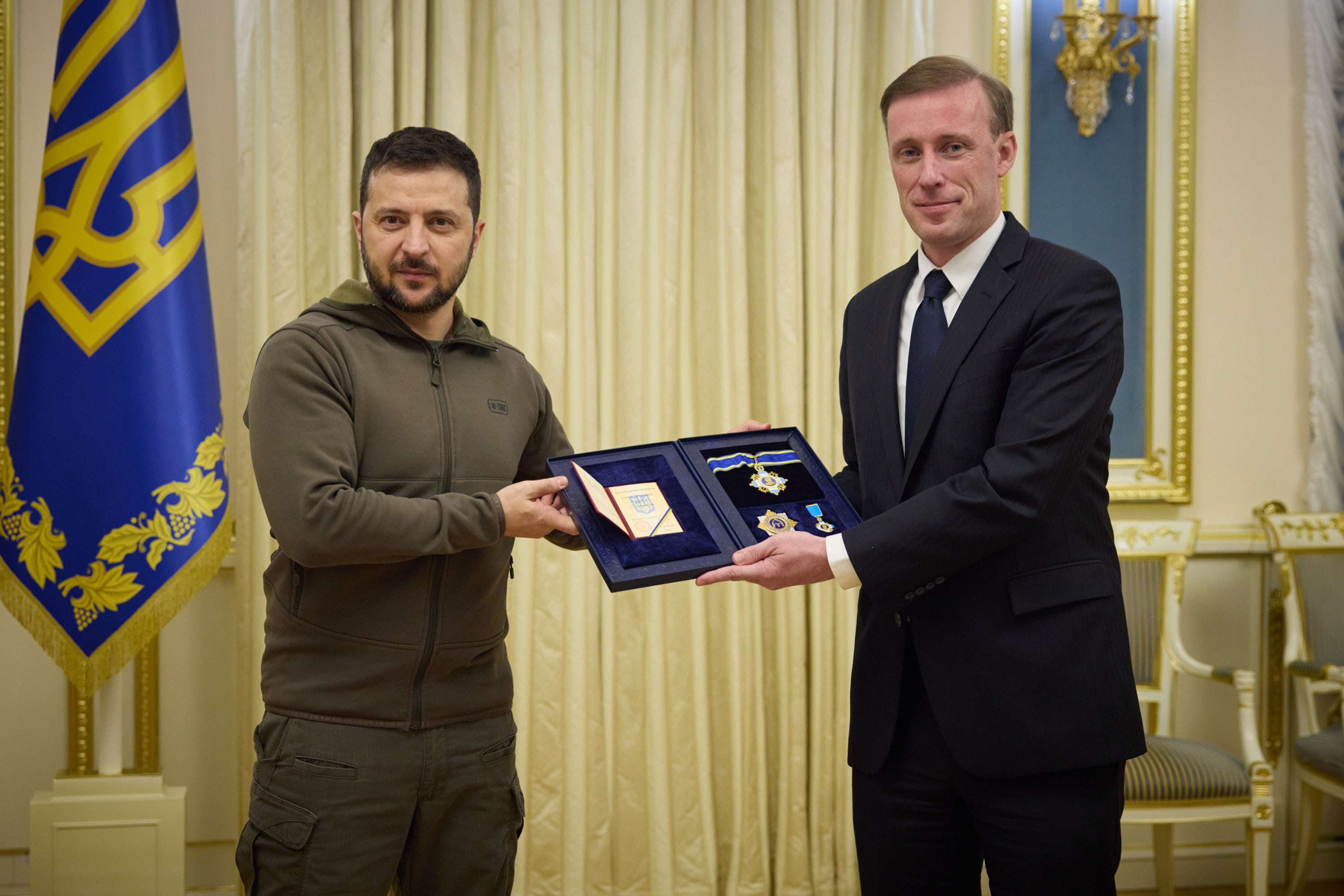
Награждение орденом князя Ярослава Мудрого II степени, 4 ноября 2022 г.

- Орден князя Ярослава Мудрого II степени (23 августа 2022 года, Украина) — за значительные личные заслуги в укреплении межгосударственного сотрудничества, поддержку государственного суверенитета и территориальной целостности Украины, весомый вклад в популяризацию Украинского государства в мире[10].
- Большой командорский крест ордена «За заслуги перед Литвой» (10 июля 2023 года, Литва)[11].
- Большой крест ордена Полярной звезды (22 октября 2024 года, Швеция)[12].